# 石井洋介
石井 洋介（いしい ようすけ、1980年7月12日 - ）は、日本の医師。起業家、クリエイターでもある。日本うんこ学会の会長を務め、エンターテインメントに医療を溶け込ませたスマートフォンゲーム「うんコレ」を開発した。株式会社omniheal代表取締役で、医療法人社団おうちの診療所 おうちの診療所中野の院長も務める。デジタルハリウッド大学大学院特任助教、高知大学特任准教授。

## 来歴・人物
16歳で潰瘍性大腸炎と診断され、高校を休みがちであったことなどから、高校生活における居場所を失う。父母の離婚や、たびたび養育者が変わるなど複雑な家庭環境により、自宅にも居場所がないと感じ、自暴自棄な生活を送る。立教新座高等学校は、出席日数が足りないながらも、担任教師の呼びかけで何とか卒業し、フリーターとなるが、病状はさらに悪化。腹痛・発熱・下血によって衰弱。体重は32㎏まで落ちたある日、ついに大量の下血を起こす。朦朧とする意識の中、死を覚悟した石井は「自分はいかに人生を無駄にしてきたのか、もっと納得する生き方をすればよかった」と強く感じ、「もし助かったら、残りの人生は全て人のために、社会のために使う」と決意した。このとき大腸を全摘出、人工肛門となる。一命をとりとめるも、若くして人工肛門となったことに絶望し、自宅に引きこもるようになるが、自分の体力でもできる仕事を探そうと祖母にパソコンを買ってもらう。インターネットで調べた結果、横浜市立市民病院に大腸全摘後でも人工肛門を閉じる手術をしてくれる医師がいると知る。当時まだ珍しかったこの手術を受け、人工肛門を外すことに成功。自分の人生を大きく変えてくれた外科医に憧れ、自分も人を救う医師になりたいという一心で、医学部への挑戦を決めた。
しかし、医学部受験ができる学力も体力もなかった石井が、まず始めたのは本を書き写すこと。予備校にも通い、2年ほどかけて高知大学医学部に合格した。「今までしてこなかった青春をしたい」と考えた石井は、体力がつきそうだからとラグビー部に入部し、学園祭でのイベント運営に携わり、ダンス部の先輩のためにステージの後ろで流す映像制作を行うなど、精力的に活動した。こうして楽しい大学時代を送っていたが、石井が5年生の時、一足先に医師として働いていた先輩が、病院の職場環境が悪かったために過労死し、大きなショックを受ける。石井は自身の執刀医がいる横浜市立市民病院で研修を行いたいと考えていたが、このような事件が二度と起こらないよう、高知に残って医師を増やし、高知県の医療環境を良くすることを決意。2010年の卒業後、近森病院に初期研修医として入職する。このとき研修医の団体「コーチレジ」を立ち上げて高知県の初期臨床研修のブランディングを行った。その結果、高知県全体でのマッチ者数は増加を続け、約40人だった研修医数は約70人にまで増えた。
その後、医師3年目の2012年からは、念願の横浜市立市民病院で消化器外科医として働き始める。しかしここでも、手術の腕を磨き続けても、既に進行しきった状態で来院した患者は救えないという現実に直面する。大腸癌は早期発見すれば高確率で救うことができる。初期の症状が便形状に現れるが、多くの人は検診や自分の便形状に関心がないため、気づかない。そこで、「ゲームなら健康に興味がない人にも関心を持ってもらえる。色や形といった便の状態を入力すると、キャラクターを増やす『ガチャ』が引けるようにすれば、便の観察がゲーム進行の重要な要素になる。『観便』の考え方を普及させていきたい」と考え、2013年に「日本うんこ学会」を創設し、スマートフォンゲーム「うんコレ」の開発を始めた。
この頃、コーチレジの活動を知った厚生労働省職員から地域医療に詳しい人を探していると誘われ、病院を離れ、2年間の期限付きで入省することを決めた。2015年に厚生労働省医生局地域医療計画課主査となる。2016年には老健局老人保健課課長補佐に就任した。同年、デジタルハリウッド大学大学院に入学（2019年修了）。
2018年より、夕方から夜間のみ診療を行う秋葉原内科saveクリニック共同代表医師を兼務している。非常勤するハイズ株式会社にて、東京都のインキュベーションHUB推進プロジェクト事業として始まったSHIP（Shinjuku Healthcare Incubation Park）の運営代表も務めている。同年に初の単著で自伝的な内容の『19歳で人工肛門、偏差値30の僕が医師になって考えたこと』（PHP研究所)を出版。2019年には、総務省の「奇想天外でアンビシャスな技術課題に失敗をおそれずに挑戦する人（通称「へんな人」）を支援するプログラム」である「異能vation『破壊的な挑戦部門』」に推薦され、最終選考者となった。その後、独立し株式会社omnihealを創業。
2020年より在宅診療所であるおうちの診療所目黒を開業、2022年おうちの診療所中野を開業した。
2023年よりデジタルハリウッド大学大学院特任助教。同年にTEDxKumamoto出演。2024年より高知大学デジタルヘルス学特任准教授。同年に大腸がん検診からACP（人生会議）のことまでを書いた『便を見る力』を出版。また株式会社エンタケア研究所Chief Creative Officerへ就任。

## 受賞歴
- 実証実験フルサポート事業優秀賞（2016年・福岡市）[22]
- デジコレ2018最優秀賞＆オーディエンス賞（2018年・デジタルハリウッド大学院）[23]
- 平成30年度異能vation「破壊的な挑戦部門」最終選考通過（2019年・総務省）[24]

## 著作
- 『19歳で人工肛門、偏差値30の僕が医師になって考えたこと』（PHP研究所、2018年）[2]
- 『便を見る力』（イースト・プレス、2024年）[25]

### 共著
- 『YouTubeでみる身体診察』（メジカルビュー社、2015年）[26]
- 『はいせつケア・リハ』（gene、2019年）[27]

### 分担執筆
- 『タイムマシンで戻りたい』（著者：日本うんこ学会）（KADOKAWA、2016年）[28]
- 『医療4.0（第4次産業革命時代の医療）』（著者：加藤浩晃）（日経BP、2018年）[29]
- 『医師の働き方改革 大全（現場と経営の変革に効く「完全マニュアル」）』（著者：裴英洙）（日経BP、2019年）[30]
- 『医療者のための情報発信 (SNS時代に伝えたいことを伝えたい人に届けるヒント)』 (著者：井上祥) (中外医学社, 2022年) [31]
- 『医良戦略2040　PARTⅡ　熱意を理性でドライブせよ』（編集：千葉大学医学部附属病院 次世代医療構想センター）（ロギカ書房、2025年）

### 監訳
- 『うんこ・おしっこ大研究 みんながしらないスゴいちから』（筆者：Mary Platt、Richard Platt）（化学同人、2022年）

## 出演

### テレビ番組
- 1億人の大質問!?笑ってコラえて!（日本テレビ、2020年10月7日放送回）
- ガッテン！（NHK総合、2018年3月14日放送回）
- お試し！未来さん（NHK総合、2021年7月21日放送）

### ラジオ番組
- 高橋みなみと朝井リョウ ヨブンのこと（ニッポン放送）-ラジオ放送中に出演者及びスタッフのインフルエンザ予防接種を行うことが毎年恒例となっている。

### ウェブテレビ
- 街録ch〜あなたの人生、教えて下さい〜（2024年、YouTube番組）[32]
- TEDx Talks(この不寛容な世界で、とても弱っているあなたが立ち直るために) |TEDxKumamoto(2024年8月19日)